# 下城滝
下城滝（しもんじょのたき）は、熊本県阿蘇郡小国町にある滝。

## 概要
落差は49mとされる。一帯は国の天然記念物にも指定されている巨木、下の城のイチョウと合わせ公園として整備されており、滝の落ち口付近および
右岸上側にそれぞれ展望台が設置されている他、下流の下城大橋下付近より、左岸に沿って滝前に至る。阿蘇カルデラ起源の火砕流堆積物による柱状節理が発達する。